# Thomas Marsham
Thomas Marsham (1747 - 1819) fue un entomólogo inglés, especializado en coleópteros.

## Biografía
Se casó con Miss Symes, de Ufford, Northants, y tuvieron dos hijas. Fue Secretario de la Compañía West India Dock Company, de Londres, por muchos años, y durante las Guerras Napoleónicas fue oficial del Cuerpo de voluntarios de la British Home Guard en 1802.
Fue miembro fundador de la Sociedad linneana de Londres, secretario desde 1788 a 1798 y tesorero de 1798 a 1816.
Fue amigo de James Francis Stephens, William Kirby y Alexander Macleay.

## Obra
- Observations on the Phalaena lubricipeda of Linnaeus and some other moths allied to it' Transactions of the Linnean Society, 1, 1791, pp. 67-75.

- System of Entomology, Hall's Royal Encyclopaedia  (1788), reimpreso en 1796

- Entomología Britannica, sistens Insecta Britanniae indígena secundum Linneum deposita. Coleoptera. 1802. Una lista de trabajo colaborativo de 1.307 especies. con volúmenes adicionales sobre otras órdenes armadas pero nunca publicadas, un destino común de sus primeras obras. Es una de sus magnum opus

- 'Observations on the Curculio trifolii Transactions of the Linnean Society 6, 1806, pp. 142-146. (con Markwick & Lehmann)

- Some observations on an insect that destroys the wheat, supposed to be a wireworm Transactions of the Linnean Society, 9, 1808, pp. 160-161

- Description of Notoclea, a new genus of Coleopterous insects from New Holland Transactions of the Linnean Society, 9, 1808, pp. 283-295

- Some account of an insect of the genus Buprestis, taken alive out of wood composing a desk, which had been made above twenty years; in a letter to Mr Macleay' Transactions of the Linnean Society, 10, 1811, pp. 399-403.

## Colecciones
Sus colecciones, adquiridos por James Francis Stephens, se conservan en el Museo de Historia Natural de Londres junto a varios de sus manuscritos.

## Abreviatura (zoología)
La abreviatura Marsham  se emplea para indicar a Thomas Marsham como autoridad en la descripción y taxonomía en zoología.